# Váhtterivier
De Váhtterivier (Zweeds: Vähttejohka) is een bergrivier die stroomt in de Zweedse  gemeente Kiruna. De rivier krijgt haar water van het meer Váhttejávri, dat ook water levert aan de Sohcanrivier. Deze laatste rivier stroomt oostwaarts, de Váhtterivier stroomt zuidwaarts. Ze is ongeveer 8 kilometer lang. Het water belandt in de Hårrerivier.
Afwatering: Váhtterivier → Hårrerivier → Tavvarivier → Lainiorivier → Torne → Botnische Golf